# Chelsea Girl (Nico)
Chelsea Girl è il primo album solista della cantante Nico pubblicato nel 1967. Il nome dell'album è un riferimento al film di Andy Warhol Chelsea Girls, al quale partecipava anche Nico. La sesta traccia dell'album è intitolata Chelsea Girls.

## Tracce

### Lato A
1. The Fairest of the Seasons (Jackson Browne, Gregory Copeland) - 4:06
2. These Days (Jackson Browne) - 3:30
3. Little Sister (John Cale, Lou Reed) - 4:22
4. Winter Song (John Cale) - 3:17
5. It Was a Pleasure Then (Nico, Lou Reed, John Cale) - 8:02

### Lato B
1. Chelsea Girls (Reed, Sterling Morrison) - 7:22
2. I'll Keep It with Mine (Bob Dylan) - 3:17
3. Somewhere There's a Feather (Browne) - 2:16
4. Wrap Your Troubles in Dreams (Reed) - 5:07
5. Eulogy to Lenny Bruce (Tim Hardin) - 3:45

## Musicisti
- Nico: voce
- Jackson Browne: chitarra elettrica
- Lou Reed: chitarra elettrica
- John Cale: viola, organo
- Sterling Morrison: chitarra elettrica
- Larry Fallon: flauto